# جيرار رينالدي
جيرار رينالدي (بالفرنسية: Gérard Rinaldi )‏ (و. 1943 – 2012 م) هو ممثل، ومغني، وممثل دُبلاج، وممثل أفلام، من فرنسا، ولد في باريس، توفي عن عمر يناهز 69 عاماً.

## وصلات خارجية
- جيرار رينالدي على موقع IMDb (الإنجليزية)
- جيرار رينالدي على موقع ألو سيني (الفرنسية)
- جيرار رينالدي على موقع ميوزك برينز (الإنجليزية)
- جيرار رينالدي على موقع أول موفي (الإنجليزية)
- جيرار رينالدي على موقع قاعدة بيانات الأفلام السويدية (السويدية)
- جيرار رينالدي على موقع ديسكوغز (الإنجليزية)
- جيرار رينالدي على موقع قاعدة بيانات الفيلم (الإنجليزية)
- جيرار رينالدي على موقع كينوبويسك (الروسية)